# 勒韦尔迪耶
勒韦尔迪耶（法語：Le Verdier，法語發音：[lə vɛʁdje]）是法国奧克西塔尼大區塔恩省的一个市镇，属于阿尔比区。

## 地理
勒韦尔迪耶（43°59'19"N, 1°50'30"E）面积9.54 平方千米，位于法国奧克西塔尼大區塔恩省，该省份为法国南部内陆省份，北起顺时针与阿韦龙省、埃罗省、奥德省、上加龙省和塔恩-加龙省接壤。
与勒韦尔迪耶接壤的市镇（或旧市镇、城区）包括：韦尔河畔卡于扎克、卡斯泰尔诺-德蒙米拉勒、圣博济勒、圣塞西尔迪凯鲁、维约。

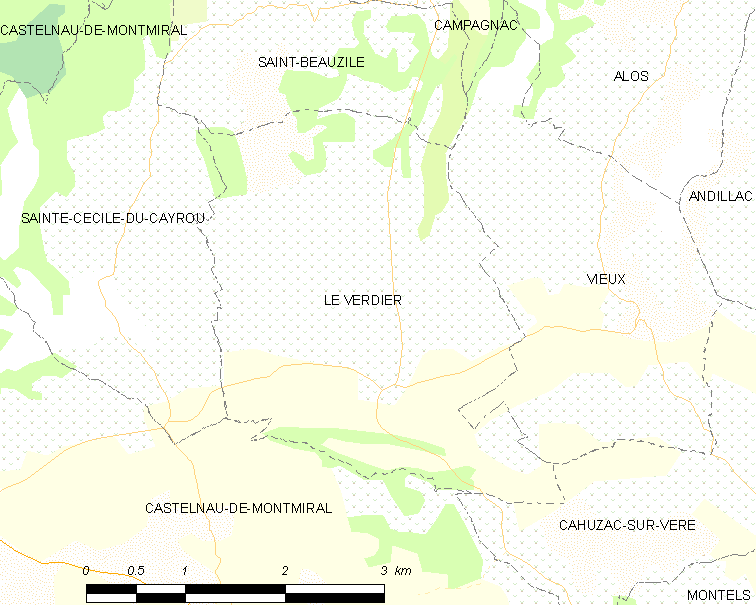
勒韦尔迪耶的OSM定位图

勒韦尔迪耶的时区为UTC+01:00、UTC+02:00（夏令时）。

## 行政
勒韦尔迪耶的邮政编码为81140，INSEE市镇编码为81313。

## 政治
勒韦尔迪耶所属的省级选区为葡萄园与城堡庄园县。

## 人口

1962-2008年间勒韦尔迪耶人口变化图示

勒韦尔迪耶于2022年1月1日时的人口数量为227人。